# Jan Heba
Jan Heba, również Krzysztof Szczygieł, również Jan Krzysztof Szczygieł (ur. 27 lipca 1970 w Starachowicach) – polski reżyser, aktor teatralny i filmowy, prezenter telewizyjny, trener NLP, sztuki wystąpień, kreowania wizerunku i psychologii mówienia.

## Życiorys
Jako aktor zadebiutował w 1990 r. w Teatrze Dramatycznym w Elblągu, gdzie zagrał rolę majstra w Zemście Aleksandra Fredry; wystąpił też w Don Juanie Moliera.
W latach 1991–1995 studiował na wydziale aktorskim Państwowej Wyższej Szkole Filmowej, Telewizyjnej i Teatralnej im. Leona Schillera w Łodzi, uzyskując dyplom magistra sztuki, specjalizacja aktor teatralny, filmowy i telewizyjny pod kierunkiem prof Jana Machulskiego. Studiował również reżyserię pod kierunkiem prof Henryka Kluby. W trakcie studiów, na II roku zagrał główną rolę Iana Bredy w Preparadise sorry now Rainera Wernera Fassbindera w Teatrze Studyjnym w Łodzi oraz zagrał rolę asystenta u boku Leona Niemczyka w przedstawieniu Teatru Telewizji Babie Dziwo Marii Pawlikowskiej-Jasnorzewskiej w reżyserii Henryka Kluby w 1994 roku. Grał też kilka ról w Teatrze Powszechnym w Łodzi. w Teatrze Studyjnym oraz Teatar 77 w Łodzi. W kinie debiutował w 1993 roku rolą Andrzeja Pawelca w nagrodzonej Złotymi Lwami na festiwalu w Gdyni Samowolce w reż. Feliksa Falka.
Po studiach związał się z Teatrem Powszechnym w Radomiu, gdzie zagrał kilkanaście ról w latach 2000–2004. Grał też kilka ról w Resursie Obywatelskiej w Radomiu oraz w Teatrze TVP. Od 2005 r. związany jest z Teatrem Na Woli. Jest również lektorem i czyta książki wydawane w formacie mp3. W 2008 roku stworzył akademicki Teatr DĄB, w którym wyreżyserował Sceny z życia na podstawie opowiadań Antoniego Czechowa, których premiera odbyła się 13 czerwca 2008. Jest autorem artykułu „słowa, słowa, słowa” w półroczniku „Obecni” mówiącym o kondycji słowa w dzisiejszym świecie.
W 2007 roku zagrał na warszawskiej Scenie OFF rolę Antinosa w Powrocie Odysa Stanisława Wyspiańskiego w reżyserii Anny Dziedzic. W 2008 na „Scenie OFF zagrał redaktora w sztuce „Lalek” Zbigniewa Herberta w reż. Anny Dziedzic. W 2010 roku Lalek został zaprezentowany na XXII Festiwalu w Grenoble (Francja) Rencontres du Jeune Théàtre Européan podczas którego aktor zagrał rolę Barańskiego i Pana Władzia.
W latach 1993–2024 zagrał kilkadziesiąt ról w filmach fabularnych i serialach TV.
W 2001 był gospodarzem programu Wokanda w TV4. Od października 2008 roku do 28 grudnia 2009 roku był gospodarzem programu pt. „Znaki Czasu” w Telewizji Polskiej.
W latach 80. grał w piłkę nożną w kadrze juniorów w KSZO Ostrowiec Świętokrzyski, następnie w kadrze waterpolo KSZO.
Od 1989 roku jest ratownikiem WOPR, a od 2013 roku przewodnikiem świętokrzyskim.
W styczniu 2012 roku w Kościele św. Jadwigi w Ostrowcu Św. zainaugurował comiesięczny cykl Teatru Słowa: „Wieczory z Żywym Słowem”, którego jest twórcą.
W marcu 2024 przyjął imię i nazwisko Jan Heba.

## Reżyseria
- 2009: Droga do Rzymu, miniatura dokumentalna 8" dla TVP o abp Zygmuncie Zimowskim – scenariusz i realizacja.
- 2010: Okruchy życia w sztuce, miniatura dokumentalna 12" dla TVP o Leszku Mądziku – scenariusz i realizacja.
- 2010: Jazz to wolność, miniatura dokumentalna 12" dla TVP o Jerzym Stępniu – scenariusz i realizacja.

## Filmografia
- 1990: Entliczek pentliczek (etiuda szkolna) – robaczek
- 1992: Róża (etiuda szkolna) – obsada aktorska
- 1992: Europa, Europa, Europa (etiuda szkolna) – klient
- 1993: Samowolka – Pawelec
- 1994: Polska śmierć  – policjant
- 1994: Nasze miasteczko (etiuda szkolna) – obsada aktorska
- 1994: Baba-dziwo (spektakl telewizyjny) – asystent
- 1995: Dzieje mistrza Twardowskiego – król Henryk Walezy
- 1995: Drzewa – obsada aktorska
- 1996: Szamanka – student medycyny
- 1996: Poznań 56 – milicjant
- 1997: Przystań – uczestnik kursu
- 1997: Młode wilki 1/2 – strażnik w gorzelni
- 1997: Marion du faouet – chef de volerus – obsada aktorska
- 1997: Kroniki domowe – młodzik
- 1998: 13 posterunek – brzytwiarz (odc. 11)
- 1999: Wojna kreskówek (spektakl telewizyjny) – Kałasznikow
- 1999: Tygrysy Europy – mężczyzna
- 1999: Kiler-ów 2-óch – facet od wykładzin
- 1999–2000: Czułość i kłamstwa – menadżer Marek
- 2000: Bankructwo małego Dżeka (spektakl telewizyjny) – policjant II
- 2001: Marszałek Piłsudski – PPS-owiec podczas ślubu Piłsdskiego (odc. 1)
- 2003: M jak miłość – Nowak, przedstawiciel „AquaPolu” (odc. 141)
- 2005: Plebania – kierowca (odc. 498)
- 2005: Pensjonat pod różą – posterunkowy (odc. 76)
- 2005: Kryminalni – kierowca mercedesa (odc. 39)
- 2006: M jak miłość – Robert Maj (odc. 401, 404)
- 2007: Prawo miasta – właściciel sklepu z telefonami (odc. 8)
- 2008: Skorumpowani – doktor Lewandowski
- 2008: Ojciec Mateusz – mieszkaniec Sandomierza (odc. 3-4)
- 2008: Hotel pod żyrafą i nosorożcem – kierownik sklepu (odc. 12)
- 2009: Naznaczony – ochroniarz w redakcji (odc. 3)
- 2010: Weekend – znajomy barman
- 2010: Pierwsza miłość – starszy inspektor Ryszard Rucki
- 2010: Ojciec Mateusz – farmaceuta (odc. 35)
- 2010: Na dobre i na złe – policjant (odc. 398)
- 2010: Mała matura 1947 – listonosz (odc. 1)
- 2011: Usta usta – pracownik opieki społecznej (odc. 31)
- 2011: Unia serc – beneficjent (odc. 8)
- 2011: Układ warszawski – technik policyjny (odc. 10)
- 2011: Szpilki na Giewoncie – policjant (odc. 35)
- 2011: Ojciec Mateusz – barman w Ramzesie (odc. 92)
- 2011: Ojciec Mateusz – farmaceuta (odc. 66)
- 2012: Zagadka Kpt. Z 24 – agent Siwiński
- 2012: Przepis na życie – Zygmunt, szef agencji DDR (odc. 31)
- 2012: Ojciec Mateusz – ojciec Dobczewskiego (odc. 106)
- 2012: Ojciec Mateusz – farmaceuta (odc. 95)
- 2012: Na krawędzi – doktor Jan (odc. 2)
- 2012: Czas honoru – Bujak, działacz PPS-u (odc. 60-61, 63)
- 2013: Prawo Agaty – sędzia (odc. 43)
- 2013: Klan – inkasent w gazowni
- 2014: Pierwsza miłość – majster Kurski
- 2013: Hotel 52 – gość na przyjęciu Filipowiczów (odc. 91)
- 2013: Barwy szczęścia – lekarz (odc. 869, 874, 878-879, 883, 901)
- 2015: Hiszpanka – dyżurny policjant
- 2015: Est – obsada aktorska
- 2016: Szkoła uwodzenia Czesława M. – radny, kolega Zygmunt z czasów szkoły
- 2016: Historia w ożywionych obrazach – Piotr Skarga
- 2016: Dziadek – obsada aktorska
- 2017: Ojciec Mateusz – jubiler (odc. 217)
- 2017: Brat naszego Boga (spektakl telewizyjny) – brat
- 2018: Korona królów – Karol Robert, król Węgier (odc. 48-49, 69-70)
- 2018: Pierwsza miłość – Jan Materski
- 2018: Diagnoza – mężczyzna w willi (odc. 35, 36, 38)
- 2018: Prymas Hlond – oficer niemiecki
- 2022: 48h. Zaginieni (odc. 133)
- 2024: Malanowski. Nowe rozdanie – Jacques Legrand (odc. 43)

## Teatr
Wybrane role:
- Teatr Powszechny w Radomiu, 2000 r. – „Zemsta” Aleksandra Fredry w reż. W. Kempszyński role: Majstra, Perełki, Śmigalskiego
- Teatr w Radomiu – „Alicji w Krainie Czarów” w reż. Jacka Suta, role: Ptaka, Kata i Smoka
- Teatr w Radomiu – „Szkoła Mężów” Moliera w reż. Jana Bratkowskiego, rola Notariusza
- Teatr Powszechny w Radomiu – „Romeo i Julia” Shakespeare w reż. Adama Sroki. rola Benvolio
- „Nowe szaty króla” w reż. A. Choińskiej, rola Rycerza
- „Prawdziwa historia głupiego Jasia” R. Figury w reż. M. Bogajewskiej, rola Karola
- „Tolkienada” według Hobbista i Władcy Pierścieni w reż. K. Galosa, rola Aragorna
- „Odprawa Posłów Greckich” J. Kochanowskiego w reż. A. Sroki, rola Ulissesa
- „Ślub” W. Gombrowicza w reż. A. Sroki, rola Władzia, i w innej obsadzie Pijaka
- „Przygody Pędrka Wyrzutka” S. Themersona w reż. M. Bogajewskiej, rola karabiniera, dozorcy, kupca, admirała, wilka, zafrasowanego, premiera,
- „Zabij mnie” M. Modzelewskiego w reż. M. Powalisz, rola Pawulona
- „Królowa śniegu” według Andersena, w reż. P. Ziniewicza, rola Ediego
- „Dyrektor teatru marionetek’ według Andersena, w reż. W. Hołdysa, rola pierwszego amanta i inne postacie
- „Kordian, czyli panoptikum strachów polskich” według J. Słowackiego, w reż. A. Sroki, role dozorcy, wariata
- „Jacek Malczewski w widowisku o życiu malarza” w reż. Jana Szczygła, Resursa Obywatelska w Radomiu, 2005 r.
- „Trzy godziny miłości”, w reż. Jana Szczygła, Resursa Obywatelska w Radomiu, 2005 r. jako Krzysztof Kamil Baczyński
- „Król Lear” reż. Andrieja Konczałowskiego (Rosja); Teatr na Woli, Warszawa 2006 r. rola rycerza Księcia Kornwalii i posłańca
- „Powrót Odysa” Wyspiańskiego; Mazowieckie Centrum Kultury reż. Ania Dziedzic 2007 r. rola Antinoosa
- „Lalek” Z. Herberta; Mazowieckie Centrum Kultury reż. Anna Dziedzic 2008 r.role Barański, Pan Władzio
- „Kazania w wizji Matejki” Piotr Skarga; Przedstawienie impresaryjne, adaptacja i reż. Jan Szczygieł, 09.11.2012 r.rola x. Piotr Skarga
- „Wolna Trybuna” Christian Skrzyposzek; Instytut Teatralny reż. Paweł Wodziński, 20.10.2013 r. Wykładowca
- „Z rączki do rączki”, Michael Cooney, Teatr Nowy w Słupsku, 2016/2017 r. Forbright
- „Balladyna” Juliusz Słowacki, Teatr Nowy w Słupsku, reż. Jan Machulski, 2017 r. Pustelnik